# Дирванген
Дирванген (њем. Dürrwangen) град је у њемачкој савезној држави Баварска. Једно је од 58 општинских средишта округа Ансбах. Према процјени из 2010. у граду је живјело 2.628 становника. Посједује регионалну шифру (AGS) 9571139.

## Географски и демографски подаци
Дирванген се налази у савезној држави Баварска у округу Ансбах. Град се налази на надморској висини од 433-533 метра. Површина општине износи 23,0 km². У самом граду је, према процјени из 2010. године, живјело 2.628 становника. Просјечна густина становништва износи 114 становника/km².